# Ceratina correntina
Ceratina correntina är en biart som beskrevs av Carlos Schrottky 1907. Ceratina correntina ingår i släktet märgbin, och familjen långtungebin. Inga underarter finns listade i Catalogue of Life.